# Ирымка
Ирымка — река, протекающая в России, в Удмуртской Республике, по территории Игринского и Дебёсского районов, левый приток Чепцы. Длина — 24 км, площадь водосборного бассейна — 109 км². В 5,7 км от устья принимает справа реку Узвай.
Исток расположен в Игринском районе недалеко от деревни Оник-Ирым в 10 км к юго-востоку от села Зура. Генеральное направление течения — северо-восток. Вскоре после истока перетекает в Дебёсский район. На реке стоят деревни Оник-Ирым, Ирым, Лесагурт. Притоки — Узвай, Нюровай, Ганца (все — правые).
Впадает в Чепцу у села Варни.

## Данные водного реестра
По данным государственного водного реестра России относится к Камскому бассейновому округу, водохозяйственный участок реки — Чепца от истока до устья, речной подбассейн реки Вятка. Речной бассейн реки — Кама.
Код объекта в государственном водном реестре — 10010300112111100032486.